# Wohnhausgruppe Waack

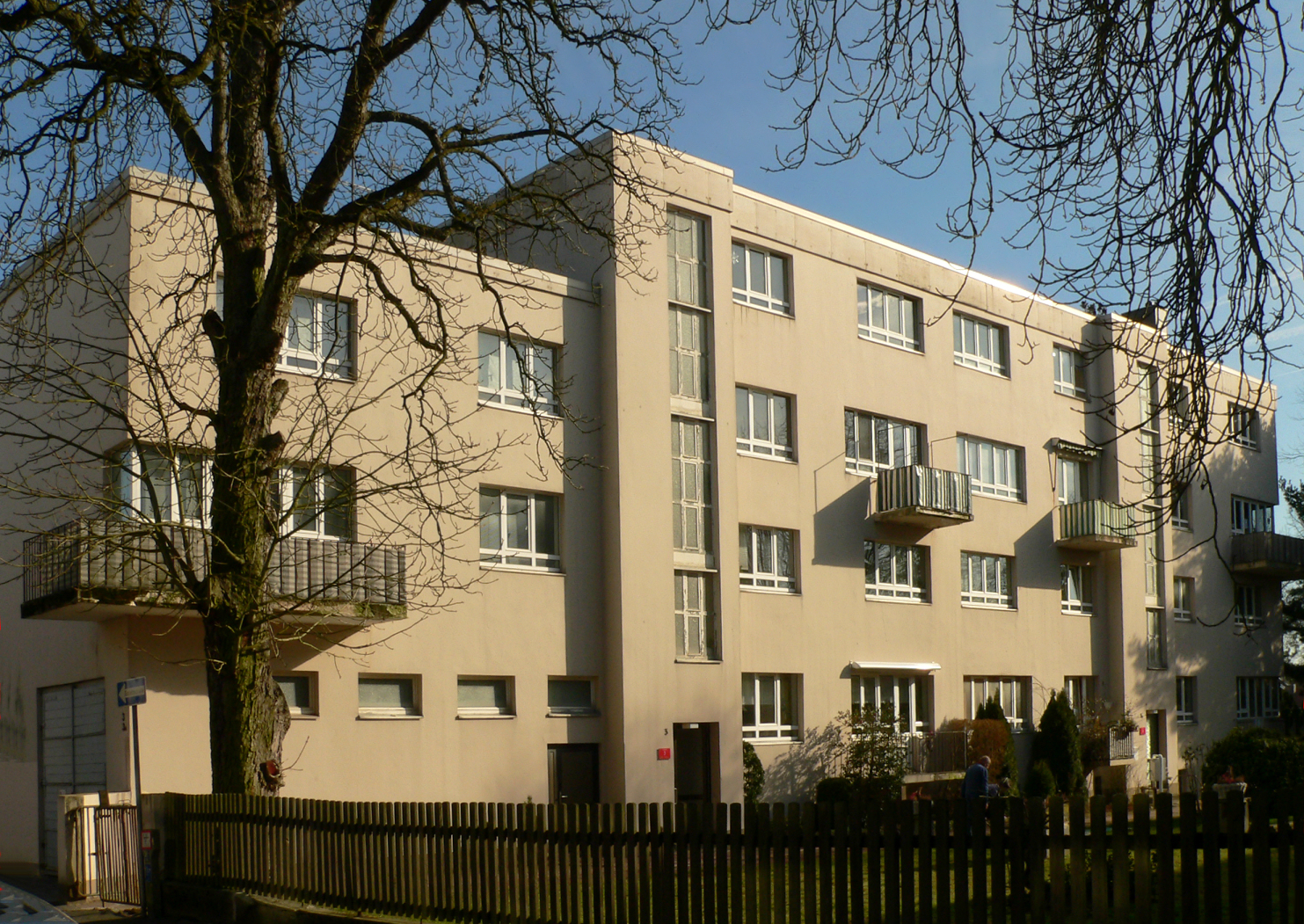
Der östliche der beiden Wohngebäude der Wohnhausgruppe Waack

Die Wohnhausgruppe Waack ist eine Wohnsiedlung im Stil des Neuen Bauens in Celle in Niedersachsen. Sie wurde 1927–1928 nach Plänen des Architekten Otto Haesler erbaut.

## Lage
Die Wohnhausgruppe Waack liegt im Celler Ortsteil Neuenhäusen an der erst kurz zuvor errichteten Schackstraße. Die Adressen sind: Schackstraße 3/3A (östliche Zeile) und Schackstraße 4/4a (westliche Zeile).

## Architektur
Bei der in verputzter Massivbauweise errichteten Wohnhausgruppe Waack handelt es sich um zwei parallel zueinander stehende, drei- bis viergeschossige Wohnhäuser in Nord-Süd-Ausrichtung. Sie bilden einen offenen begrünten Innenhof, der optisch auf der Rückseite in den benachbarten Neuenhäuser Friedhof übergeht.
Die beiden Hauszeilen sind nach vorne zur Straßenseite auf Dreigeschossigkeit abgestuft. Ihre gleichen Fassaden gliedern Eckbalkone, schmale Austrittbalkone und leicht vorspringende Küchenerker. Das Regenwasser des Flachdachs wird durch das Innere des Gebäudes abgeleitet, um die Fassadengliederung nicht durch Fallrohre optisch zu beeinträchtigen. Zwischen den Kellern beider Hauszeilen verläuft ein unterirdischer Gang, der auf Wunsch des Bauherrn Hans Waack angelegt wurde und im Zweiten Weltkrieg als Bunker diente.
Eine Besonderheit sind die Grundrisse als „gedoppeltes Einfamilienhaus“, also übereinander gestapelte Maisonettewohnungen. Zum Thema „Die doppelgeschossige Etagenwohnung“ hatte Haesler 1930 publiziert, auch am Beispiel der Wohnhausgruppe Waack. Ursprünglich befanden sich in den beiden Hauszeilen 14 doppelgeschossige Wohnungen mit 140 und 180 m² Wohnfläche, wobei sich Haesler von holländischen Vorbildern anregen ließ. Die einzelnen Wohnungen waren in ein Schlaf- und ein Wohngeschoss unterteilt, die jeweils ein innerhalb der Wohnung liegendes Separat-Treppenhaus verband. Es gab neben Küche und Bad drei Wohnräume und vier Schlafräume.

## Geschichte

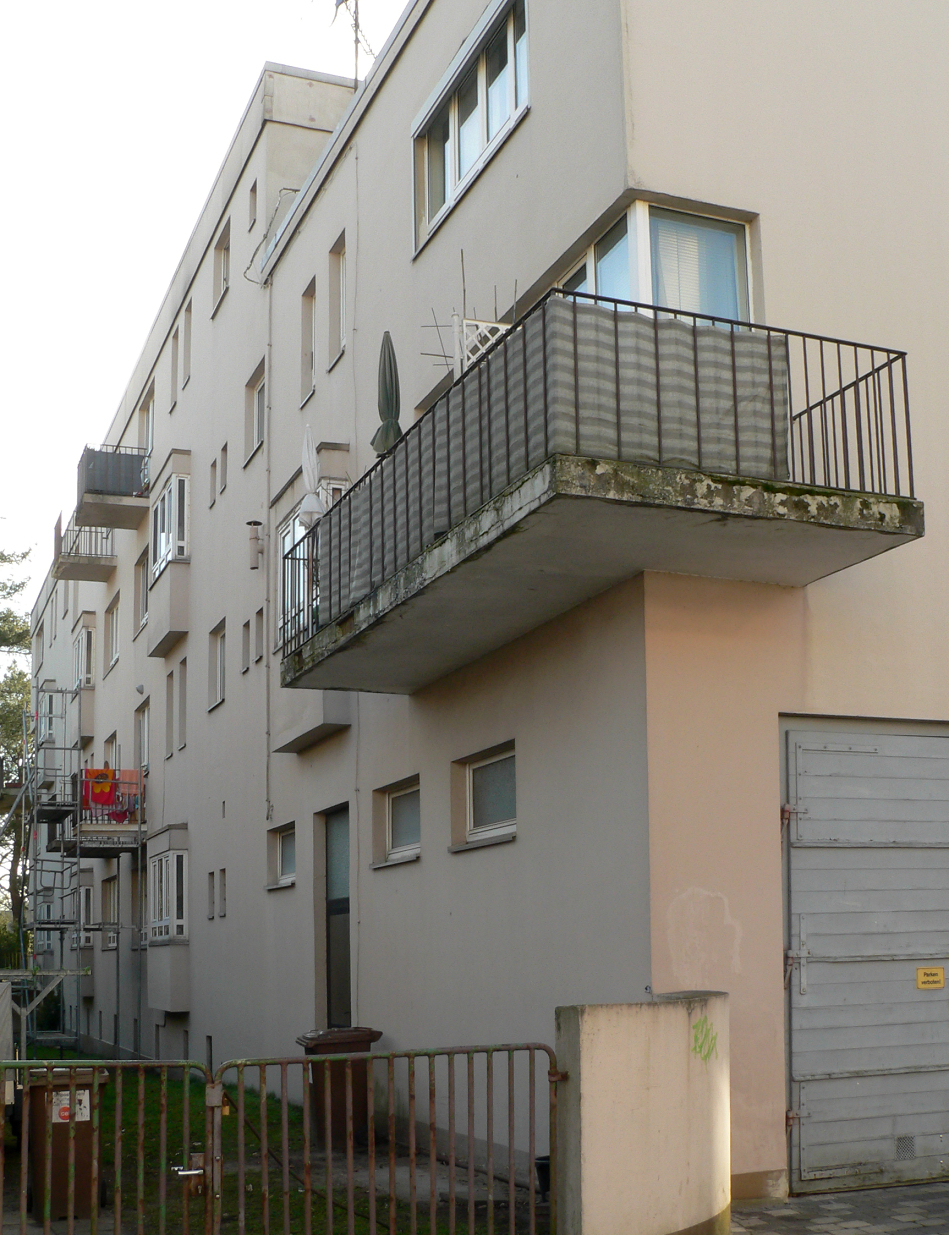
Der westliche Wohnblock mit Garageneinfahrt

Die Wohnhäuser sind nach dem Bauunternehmer Hans Waack benannt, der sie auf einem knapp 500 m² großen Grundstück errichteten ließ und dortselbst sein Büro unterhielt. Mit der Planung beauftragte er den Celler Architekten Otto Haesler.
Die großzügigen Mietwohnungen waren für den gehobenen Anspruch konzipiert, da durch das Oberlandesgericht Celle ein Bedarf an großen Wohnungen für „höhere Beamte“ bestand.
Der im Juni 1927 gestellte Bauantrag mit einem Antrag auf Förderung durch Hauszinssteuern in Höhe von 200.000 Reichsmark wurde unter der Auflage eines Satteldachs anstatt des geplanten Flachdachs genehmigt. Die Angelegenheit führte zu einem der für die Rezeption des Neuen Bauens typischen Dächerstreite. In einer Stadtverordnetenversammlung lehnten linke Gruppen den Bau wegen der teuren Wohnungen ab, bürgerliche Gruppen forderten ein traditionelles Satteldach und die SPD enthielt sich. Nachdem die Bauarbeiten 1928 bereits begonnen hatten, rollte der Celler Oberbürgermeister Ernst Meyer als Befürworter des Flachdachs das Verfahren der Baugenehmigung nochmals auf. Als der Bauherr in einem weiteren Bauantrag nachweisen konnte, dass die Flachdachbauweise kostengünstiger sei, wurde das Flachdach genehmigt und schließlich gebaut. Im Mai 1928 waren die Wohnungen bezugsfertig.
In den 1950er Jahren wurden die doppelgeschossigen Wohnungen mit Ausnahme einer Wohnung jeweils in zwei eigenständige Wohnungen getrennt.
Seit etwa dem Jahr 2006 sind die Gebäude im Besitz der Südheide e.g., die 2020 die Fassaden der Hauszeilen sanierte.
Das Ergebnis kritisierte die Otto-Haesler-Initiative, weil bei der Neugestaltung der Balkone die eleganten Originalbrüstungsgitter verloren gingen.

Die Wohnhausgruppe Waack steht unter Denkmalschutz.

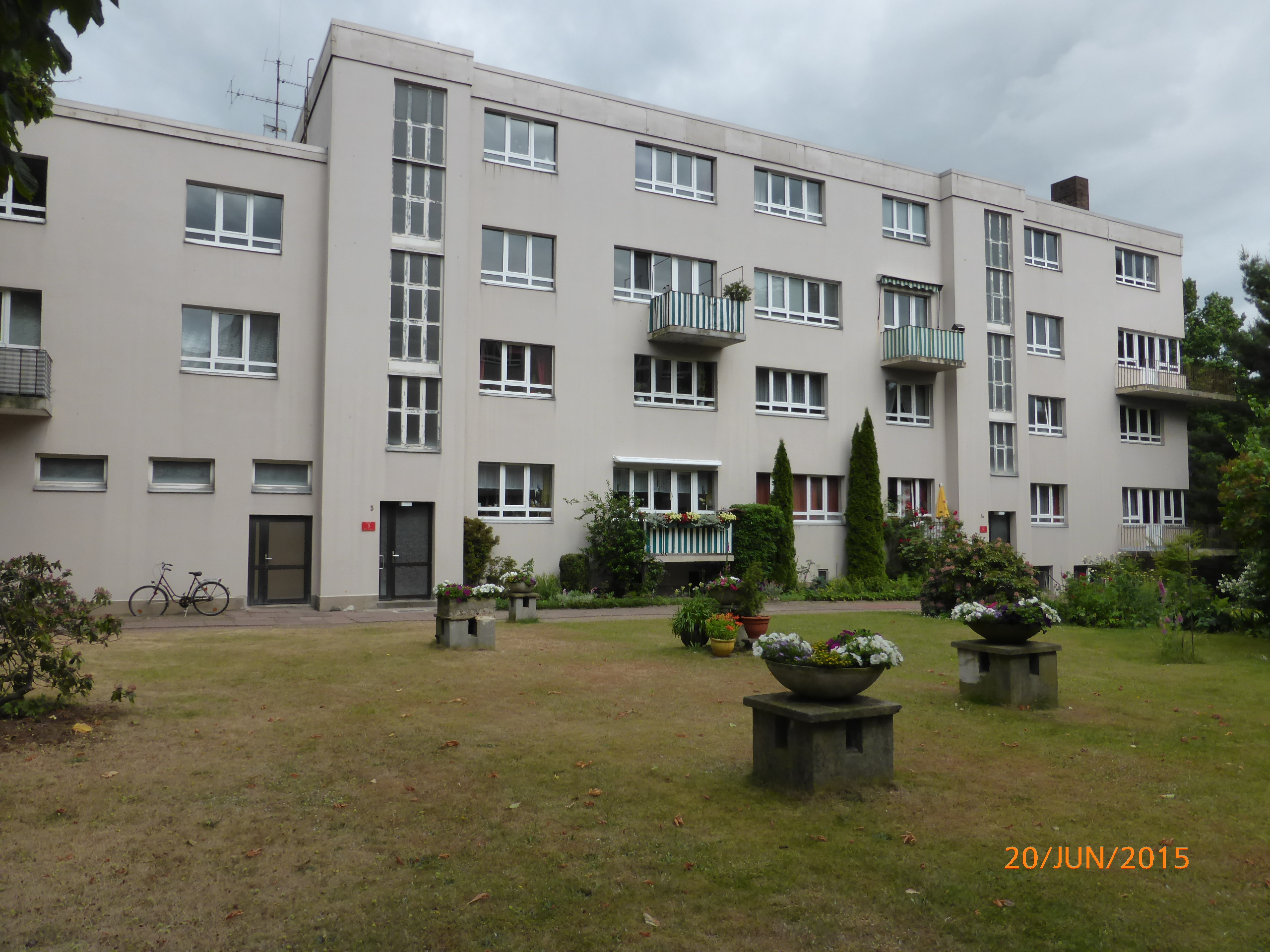
Östliche Zeile Nr. 3/3A, Hofseite (2015)
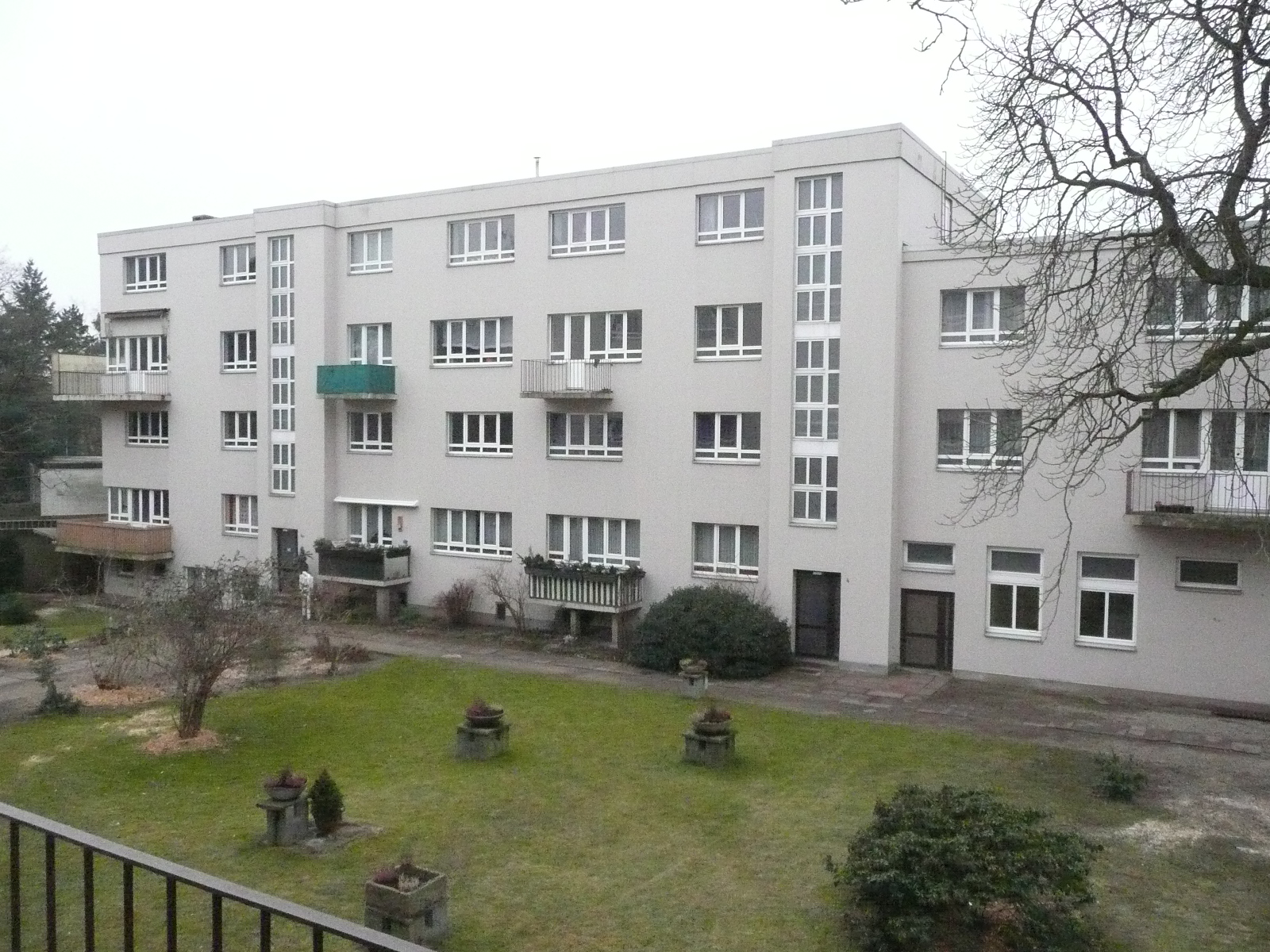
Westliche Zeile Nr. 4/4A, Hofseite (2009)
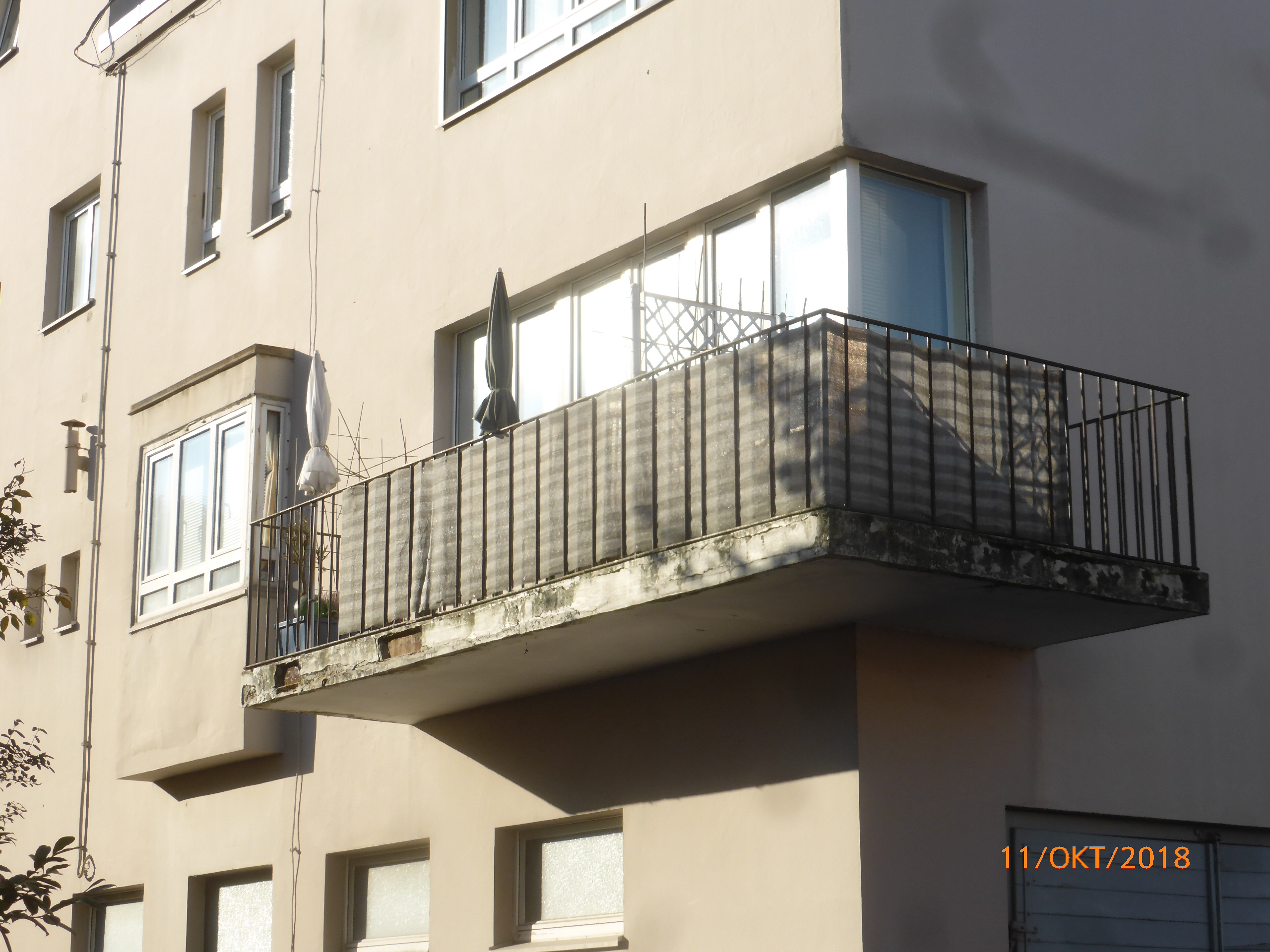
Östliche Zeile mit Details: Eckbalkon, Eckfenster, und Küchenerker (2018)
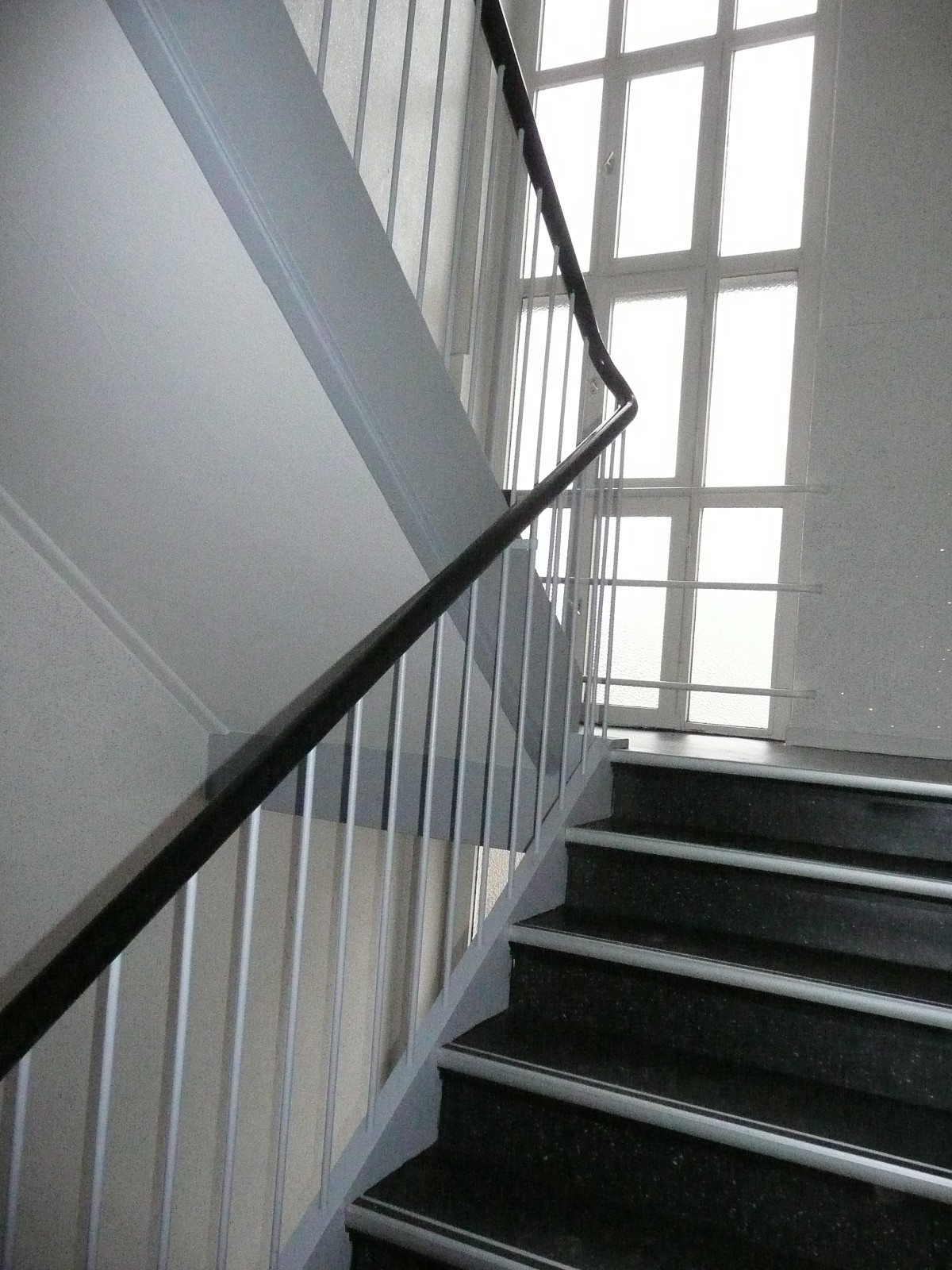
Allgemeines Treppenhaus von Nr. 3A (2009)
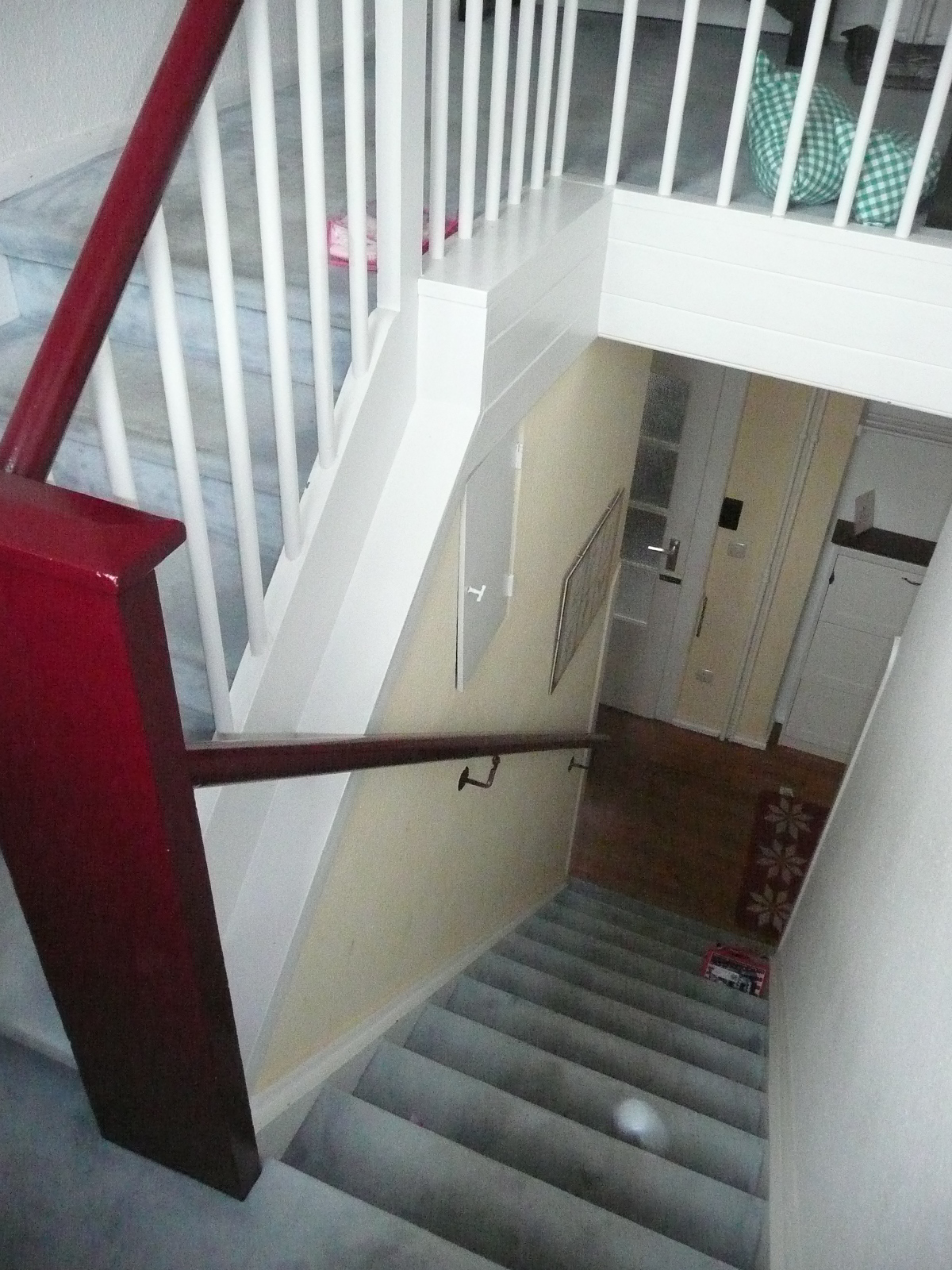
Internes Maisonette-Treppenhaus in Nr. 3A (2010)